# Brith Gof
Brith Gof war eine Theatergruppe aus Wales, die von 1981 bis 1997 auftrat und bei ihren Vorstellungen unter anderem die walisische Sprache benutzte. Durch die Arbeit der künstlerischen Direktoren Mike Pearson und Cliff McLucas prägte die Brith Gof den Begriff des Site-Specific-Theatre mit.

## Geschichte
Im Jahr 1973 gründete Mike Pearson der Archäologie studiert hatte das bis 1980 existierende Cardiff Laboratory Theatre. Anschließend gründeten Mike Pearson und Lis Hughes-Jones 1981 Birth Gof. Von Anfang an beschäftigten sich Birth Gof mit walisischen beziehungsweise mit keltischen Traditionen. So diente als Grundlage für Performances Branwen und Rhiannon der Birth Gof das Mabinogion, das wiederum auf mündlichen Tradition der walisischen Barden basierte. Nicht nur keltische Geschichte bildete die Grundlage für die Auftritte, so beschäftigte sich das Stück Gernika! mit dem spanischen
Bürgerkrieg oder das Stück Du a Gwyn hatte die Zerstörung von Lidice zum Thema. Nach weiteren neuen Projekten und mehreren Tourneen die unter anderem nach Polen, Argentinien, Italien und Deutschland führten, kam es Jahr 1989 für das Stück Gododdin zu einer Zusammenarbeit mit der Band Test Department. Das Resultat dieser Zusammenarbeit war die Aufnahme einer gleichnamigen Schallplatte und einer erneuten Tour, die durch mehrere europäische Länder führte. In den folgenden Jahren fing Mike Pearson mit mehreren Soloprojekten (unter anderem mit dem Saxophonisten Peter Brötzmann). Mike Pearson wurde 1997 Professor der Darstellenden Künste an der Universität von Wales Aberystwyth.

## Site-Specific-Theatre
Hierbei handelt es sich um eine Entwicklung der Form, Funktion und des Aufführungsortes des Theaters. Wobei der Aufführungsort sich als Basis des ortsbezogenen Schaffens entwickelt. Die Performance erforscht die Eigenschaften, Qualitäten und Bedeutung des gegebenen Raumes. Der gegebene Raum alles Mögliche sein; verlassen Hafenanlagen, Friedhöfe oder kleine Hotelzimmer. Die einzige Konstante des Site-Specific-Theatre ist, dass es niemals an im traditionellen Theaterraum stattfindet.
Solche site-specific Performances feiern, erörtern, mischen und kritisieren die Eigentümlichkeiten eines Ortes und bringen sie ans Tageslicht; der Ort wird dicht (saturated space), er wird zu einem Tatort, einem kriminalistischen Feld, in dem, um mit den Richtern zu sprechen, alles potentiell wichtig ist. (Mike Pearson)

## Projekte
Nicht vollständige Liste der Projekte der Birth Gof (mit Beschreibung)

### 1981 bis 1984
- Branwen

Site-Specific Performance im Harlech Castle. Basierend auf dem Mabinogion (in Walisisch).
- Rhiannon

Tour Produktion, basierend auf dem Mabinogion (in Walisisch)
- Rhosys Cochion ('Rote Rosen')

Nacht Prozession, in Ceredigion villages (in Walisisch)
- Gwaed Neu Fara ('Blut oder Brot')

Tour Produktion basierend auf den Bauernaufständen Ceredigion im 19. Jahrhundert.(in Walisisch)
- Y Gwaelodion (’Das Nachtasyl’ von Maxim Gorki)

Site specific performance (in Walisisch)
- Ymfydwyr ('Emigranten')

Tour Produktion über Emigration. Wales, Argentinien, (Patagonien, Cordoba, Buenos Aires), Italien, Polen, Irland, Spanien. (in Walisisch)
- Gernika! Beschreibung siehe oben

### 1985 bis 1988
- Gwyl y Beibl ('Bibel Festival')

Straßenprozession mit den Bewohnern des Dorfes Llanrhaeadr-ym-Mochnant in Wales, wegen 400-jährigen Jubiläums der Übersetzung der Bibel ins Walisische (in Zusammenarbeit mit dem Theater Dauerton, Deutschland; Theater des 8 Tages Polen).
- Makbeth

(mit Teatro Nucleo) in Ferrara, Italien
- Du a Gwyn (‘Schwarz und Weiß’) Beschreibung siehe oben

- Pandaemonium: Die wahren Kosten der Kohle

Über das Senghennyd Minenunglück von 1913 in der Morriston Tabernacle Kapelle, Swansea
- Disasters of War: Part 1

Nach „Die Erschießung der Aufständischen“, Tour in Wales, Dänemark, Irland, Norwegen, Venezuela.
- Disasters of War: Part 2/Hiroshima

- Disasters of War: Part 9/Arminius Project

(mit dem Theaterlabor, Bielefeld), Germany. (Walisisch/Englisch/Deutsch)
- Gododdin

Site Specific performance (mit Test Department) Cardiff. Siehe oben

### 1989 bis 1997
- Gododdin

Tour der Site Specific Performance (mit Test Department) Polverigi (Italien); Hamburg, Leeuwarden (Niederlande), Glasgow
- Disasters of War: Part 10

(Mit Sand & Bricks) in Hongkong.
- Pax

Konzert in der Westminster Abbey, London; Edinburgh
- Patagonia

Tour in Großbritannien über die walisische Auswanderung nach Patagonien im 19. Jahrhundert
- Los Angeles III

Tour in der Schweiz, Belgien, Frankreich, Argentinien
- Arturius Rex 2: Camlann

Site Specific Performance Cardiff und Recklinghausen